# Krzysztof Mycielski
Krzysztof Feliks Mycielski (ur. 1968) – polski architekt, krytyk architektury, współzałożyciel i wspólnik pracowni Grupa 5 Architekci.

## Życiorys
Absolwent Wydziału Architektury Politechniki Warszawskiej (dyplom wyróżniony w konkursie SARP na najlepszy  dyplom 1996 roku w Polsce). 
Pracował w pracowniach Atelier 2 (1996-1997) i Szymborski & Zielonka Architekci (1997-1998). W 1998r. współzałożyciel Grupa 5 Architekci i do dziś wspólnik w tej pracowni. 
W latach 1989–1992 redaktor naczelny studenckiego miesięcznika „Arcytektura”. Od 1992 r. autor wielu tekstów o architekturze współczesnej – m.in. w Gazecie Wyborczej, Życiu, National Geographic, Deutsche Bauzeitung. Od 1995 r. stały współpracownik i autor tekstów w miesięczniku Architektura Murator. 
Nauczyciel akademicki. W latach 2009–2018 r. prowadził wykłady i zajęcia z teorii i historii architektury współczesnej na Wydziale Architektury i Budownictwa Politechniki Lubelskiej. Od 2017r. prowadzi zajęcia z rysunku analitycznego i od 2018 r. z teorii architektury na Wydziale Architektury Politechniki Warszawskiej. W 2024 został odznaczony Krzyżem Wolności i Solidarności.

## Wybrane realizacje
Współautor modernizacji i rozbudowy zabytkowego Dworca Głównego we Wrocławiu wraz z jego otoczeniem (2008 – 2012), 18 zrealizowanych zespołów budynków wielorodzinnych w Warszawie i okolicach - m.in. Apartamentów Królowej Marysieński w Miasteczku Wilanów (2004 – 2005) i osiedla Tivoli na Targówku (2005 - 2006), 3 zrealizowanych zespołów budynków biurowych - m.in. siedziby Banku Millennium na warszawskim Eko-Parku (2001 – 2007), biurowca przy  ul. Grzybowskiej (2007 - 2009) oraz innych budynków użyteczności publicznej – m.in.  szkoły podstawowej im. Św. Teresy od Dzieciątka Jezus w Podkowie Leśnej (2006-2010).

## Nagrody
- Grand Prix Nagrody Roku SARP (2017) za budynek Wydziału Radia i Telewizji Uniwersytetu Śląskiego w Katowicach (wspólnie z BAAS Arquitectura i Małeccy Biuro Projektowe)
- Nagroda Jury oraz II miejsce w głosowaniu internautów konkursu BRYŁA Roku (2017) za budynek Wydziału Radia i Telewizji Uniwersytetu Śląskiego w Katowicach (wspólnie z BAAS Arquitectura i Małeccy Biuro Projektowe)
- Nagroda za projekt modernizacji Dworca Głównego we Wrocławiu w kategorii obiekt historyczny konkursu Piękny Wrocław (2013)
- Wyróżnienie honorowe w konkursie na Muzeum Sztuki Nowoczesnej w Warszawie (2007)
- I nagroda na VI Międzynarodowym Biennale Architektury w Krakowie (1996)